# Biodiversity Heritage Library
A Biodiversity Heritage Library (BHL) é um consórcio de bibliotecas de história natural e de botânica que cooperam com vista a digitalizar e tornar acessível o legado de literatura sobre biodiversidade das suas colecções, tornando-a disponível para acesso livre e uso responsável como parte de um "bem comum da biodiversidade". O consórcio BHL trabalha com a comunidade de taxonomistas a nível mundial, com detentores de direitos e outras partes interessadas para assegurar que tal herança da biodiversidade é tornada disponível a uma audiência global por meio de princípios de acesso livre. Com uma parceria com o Internet Archive e mediante esforços de digitalização locais, a BHL já digitalizou milhões de páginas de literatura taxonómica, representando milhares de títulos e mais de 100 mil volumes.
Fundado em 2005, a BHL tornou-se no terceiro maior projecto de digitalização para literatura sobre biodiversidade, a seguir a Gallica e AnimalBase. Em 2008, o tamanho da Gallica e AnimalBase foi ultrapassado e actualmente a BHL é o maior projecto de digitalização na sua temática.

## Composição
A Biodiversity Heritage Library foi inicialmente uma colaboração de dez bibliotecas de história natural e botânica e actualmente tem 14 membro. As bibliotecas fundadoras são:
- American Museum of Natural History (Nova York, New York)
- Field Museum of Natural History (Chicago, Illinois)
- Botany Libraries (Harvard University Herbaria) (Cambridge, Massachusetts)
- Ernst Mayr Library (Museum of Comparative Zoology) (Cambridge, Massachusetts)
- Marine Biological Laboratory of Woods Hole Oceanographic Institution (Woods Hole, Massachusetts)
- Missouri Botanical Garden (St. Louis, Missouri)
- Natural History Museum (London, England)
- The New York Botanical Garden (Bronx, New York)
- Royal Botanic Gardens, Kew (Richmond, United Kingdom)
- Smithsonian Institution (Washington D.C.)

Em Maio de 2009, dois novos membros foram adicionados ao consórcio:
- Academy of Natural Sciences (Philadelphia, Pennsylvania)
- California Academy of Sciences (San Francisco, California)

Em Novembro de 2011, dois novos membros foram adicionados:
- Cornell University Library (Ithaca, New York)
- United States Geological Survey (Reston, Virginia)

Em Fevereiro de 2013, um novo membros foi adicionado:
- Library of Congress (Washington D.C.)